# Xicas da Silva
Xicas da Silva é um grupo musical de percussão exclusivamente feminino de Minas Gerais, Brasil.
Foi criado em 2003 em Belo Horizonte e é o primeiro do gênero em todo estado de Minas Gerais.
As Xicas já se apresentaram com nomes como Milton Nascimento, Gilvan de Oliveira, Vanessa da Mata, Daniela Mercury e o Grupo Tambolelê.

## Características
O grupo Xicas da Silva foi criado em 2003 por participantes do projeto Meninas e Mulheres, do Centro Cultural Tambolelê, e lideranças como Sérgio Pererê e Santone Lobato Silva.
O nome do grupo é uma referência a Chica da Silva e o grupo, formado por 20 mulheres, é formado por donas de casa e universitárias, negras e brancas, ricas e pobres, "assim como são as 'Xicas' brasileiras".
Ao ser formado exclusicamente por mulheres, a proposta não é levantar uma bandeira feminista, mas, sim, promover o resgate e a afirmação da cultura popular brasileira a partir da participação da mulher.
Tem como proposta a afirmação da cultura popular brasileira ao estabelecer um repertório que reúne cirandas, rodas, congados, lundus, o canto das lavadeiras, moçambique, marcha-grave, moçambique serra-abaixo e folias. Nas músicas, há referências a Nossa Senhora do
Rosário, à história escravista e a outras devoções.
O grupo utiliza instrumentos como o fuxico, um tambor feito de cerâmica e couro de vaca originário do Tocantins. Há a inserção de caixas de folia e o patangome, típicos de Minas Gerais, e um instrumento de origem árabe, o derbak. O resultado é uma mistura de som de tambor e de prato, agudo e grave ao mesmo tempo.